# Ards and North Down
Ards and North Down (auch North Down and Ards, irisch Ceantar na hArda agus an Dúin Thuaidh) ist ein District in Nordirland. Er wurde am 1. April 2015 aus den beiden Boroughs Ards und North Down gebildet. Verwaltet wird er durch das Ards and North Down Borough Council.

## Lage
Der neue District liegt im Ostteil von Nordirland und enthält die Halbinsel Ards, einen Großteil des Strangford Lough und die Südküste von Belfast Lough. Der Wahlkreis hat 111.915 Stimmberechtigte. Der Name des neuen District wurde am 17. September 2008 geschaffen.

## Verwaltung
Das Ards and North Down Borough Council ersetzte das Ards Borough Council und das North Down Borough Council. Die ersten Wahlen für das District Council sollten eigentlich im Mai 2009 stattfinden, aber am 25. April 2008 verkündete Shaun Woodward, Minister für Nordirland, dass die Wahlen auf 2011 verschoben seien. Die ersten Wahlen fanden dann tatsächlich am 22. Mai 2014 statt.
Auf einer Versammlung des noch nicht amtierenden District Council stimmten die Abgeordneten für eine Umbenennung in East Coast Borough Council und für eine Unterbreitung eines Umbenennungsantrages zum 1. April 2015 an das Department of Environment. Seit dem 1. April 2015 nennt sich das Council aber auf seiner Website Ards and North Down Borough Council.